# Lenka Nemer
Lenka Nemer D'pric (La Paz, 1 de marzo de 1997) es una modelo, influencer y exreina de belleza boliviana. Nemer representando a La Paz, su ciudad natal, fue elegida Miss Bolivia 2020 y representó a Bolivia en el Miss Universo 2020. 

## Biografía
Lenka Nemer D'pric nació el 1 de marzo de 1997 en la ciudad de La Paz.
Fue estudiante de Relaciones Internacionales en la Universidad Tecnológica, es activista por los derechos humanos, la justicia social y la equidad de género.
Además, antes de la pandemia, era presentadora de televisión, profesora del idioma inglés en el CBA.
En la edición del Miss Universo 2020 fue ganadora del Social Impact Award, premio entregado por primera vez en la historia de Miss Universo el cual consta en elegir el mejor proyecto social entre todos los que presentan las candidatas y otorgarle un reconocimiento de 10 mil dólares. El proyecto el cual Lenka presentó fue el de huertos urbanos, el cual consiste en instalar huertos en vía pública y en espacios que son precarios para así poder erradicar el hambre y garantizar la seguridad alimentaria.